# Hugo Veiga
Hugo Miguel Lopes Veiga (Porto, 7 de agosto de 1983) é um estilista português que se tem vindo a afirmar com sucesso no design de moda.
Depois de concluir o Curso Geral de Artes Visuais na Escola Soares dos Reis, no Porto, Hugo Veiga ingressou na Escola de Arquitectura da Universidade do Minho, em Guimarães. A paixão pela moda levá-lo-ia a interromper a licenciatura em Arquitectura quando frequentava o 4º ano para ingressar em 2007 no CITEX - Centro de Formação Profissional da Indústria Têxtil  , no Porto, onde viria a concluir os Cursos de Especialização Tecnológica de Técnico de Desenho de Vestuário  e de Técnico de Design de Moda, com 15 valores, em 2009.
Ainda estudante, participou em 2008 como jovem designer no Concurso Jovens Criadores na 33ª edição da MODTISSIMO (Porto) e, no ano seguinte, no Fórum Novos Talentos na 34ª edição do mesmo certame.
O ano de 2010 marca o início da sua afirmação no mundo da moda: a 17/02/2010, Hugo Veiga esteve presente na 1ª edição das Feiras Francas, organizadas pelo Palácio das Artes - Fábrica de Talentos (Instituto da Juventude), voltando a estar presente nas 4ª (29/05/2010) e 9ª edições (19/12/2010) daquele evento .  No mesmo ano, foi um dos três ex-alunos do CITEX seleccionados no Concurso de Design 2010, através do qual obteve o passaporte para a sua primeira participação, em Março daquele ano, no Portugal Fashion. Ainda em 2010, a 17 de novembro, no Centro Cultural Caixa Nova, em Vigo, o jovem designer vestiu Sonia López, um popular rosto da TVG – Televisión de Galicia, apresentadora da Passarela de Moda TESOIRA 2010 - um concurso de jovens criadores com grande tradição na Galiza  . Em 2011, algumas das suas peças foram usadas em desfiles de calçado promovidos pela APICCAPS - Associação Portuguesa dos Industriais de Calçado, Componentes, Artigos de Pele e Seus Sucedâneos .
A sua aproximação à vida activa foi feita junto do atelier do estilista Luís Buchinho, com quem colaborou entre janeiro de 2010 e fevereiro de 2012.
Participa regularmente, desde 2010, no Portugal Fashion:    , sendo um dos quatro finalistas do Concurso Jovens Criadores promovido pela organização daquele evento em 2010  e, a partir de 2011, associa-se ao estilista Fernando Lopes, com o qual criou a livfashionlab  , participando ainda em diversos desfiles no âmbito da Portojóia (Exponor)  e no El Corte Inglés. Em 2011, Hugo Veiga, em parceria com Fernando Lopes, foi nomeado para a categoria de Melhor Novo Talento pela Fashion TV Ibérica nos Fashion Awards Portugal 2011  (prémios que visam distinguir os profissionais que, naquele ano, tenham contribuído excepcionalmente para a Moda em Portugal) .
A par da sua actividade como estilista, Hugo Veiga é ainda monitor de diversos workshops de passerelle e de fotografia.